# Nivigne et Suran
Nivigne et Suran is een gemeente in het Franse departement Ain (regio Auvergne-Rhône-Alpes). De plaats maakt deel uit van het arrondissement Bourg-en-Bresse. Nivigne et Suran is op 1 januari 2016 ontstaan door de fusie van de gemeenten Chavannes-sur-Suran en Germagnat. De gemeente telde 822 inwoners op 1 januari 2022.

## Geografie
De oppervlakte van Nivigne et Suran bedroeg op 1 januari 2022 30,98 vierkante kilometer; de bevolkingsdichtheid was toen 26,5 inwoners per km².
De onderstaande kaart toont de ligging van Nivigne et Suran met de belangrijkste infrastructuur en aangrenzende gemeenten.

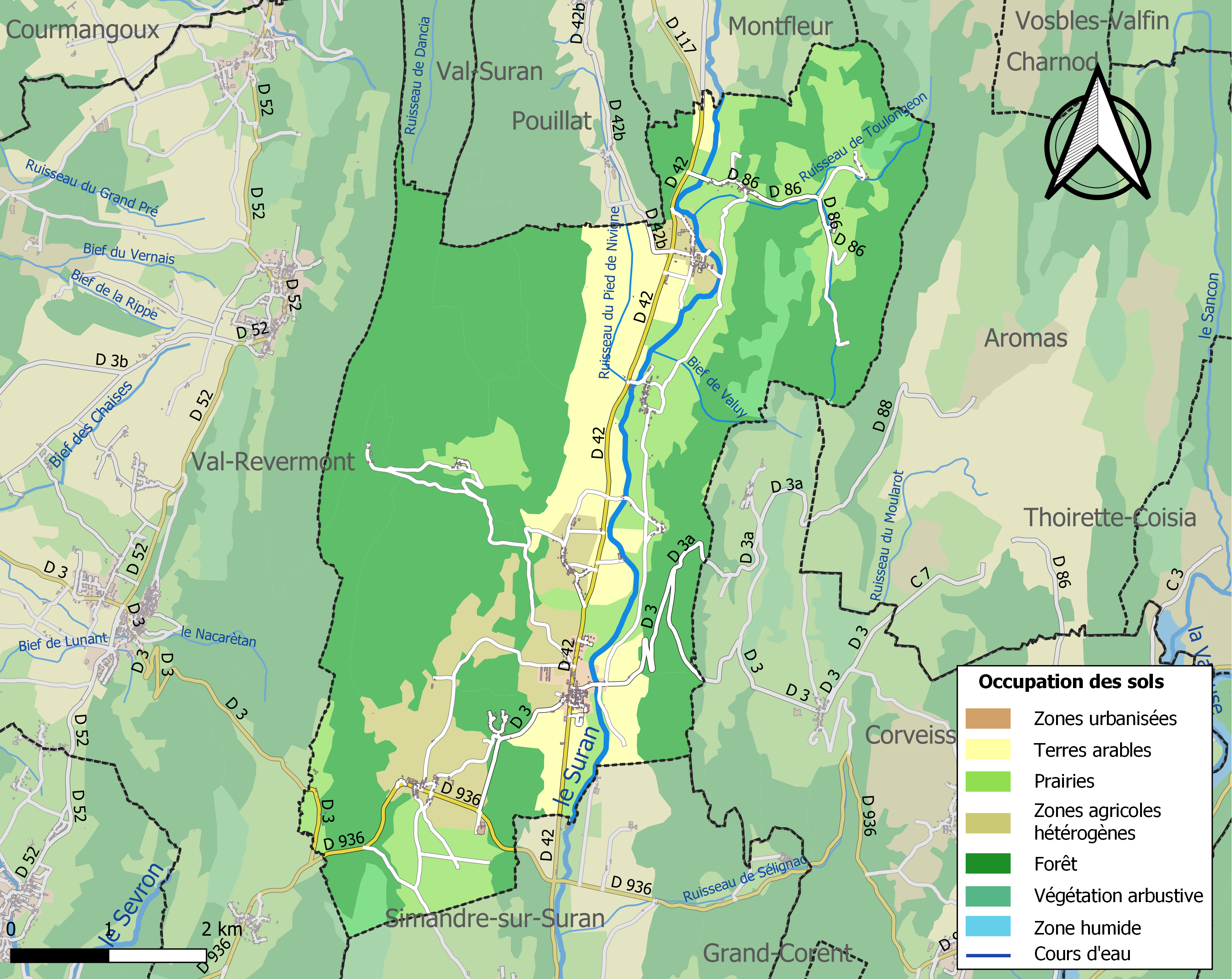